# Diopites
|  | Per a altres significats, vegeu «Diopites (desambiguació)». |

Diopites (en grec antic: Διοπείθης, llatí: Diopeithes) fou un general atenès del segle iv aC, pare del poeta Menandre.
Va ser enviat al Quersonès traci cap a l'any 344 aC al capdavant d'un cos de clerucs (colons atenencs), que es van disputar els límits amb els habitants de Càrdia, que tenien el suport macedoni. Els atenesos van demanar un arbitratge, però Càrdia ho va rebutjar i Filip II de Macedònia va enviar tropes que van assolar el districte marítim de Tràcia, el qual va romandre sota domini macedoni.
Mentrestant, Filip va anar a l'interior del país a guerrejar contra els reis tracis Teres II i Cersobleptes I. Filip es va queixar a Atenes, i el partit macedoni va atacar Diopites tant per la seva agressió a territori sota influència macedònia com pels seus mètodes (mitjans expeditius amb ajut de mercenaris); Diopites va poder conservar el seu comandament gràcies a la defensa de Demòstenes en el discurs Sobre els assumptes del Quersonès (341 aC), que s'ha conservat fins als nostres dies.
Durant la guerra entre el Regne de Macedònia i Bizanci l'any 340 aC, Diopites va tornar a envair territori macedoni a Tràcia, i va ocupar les ciutats de Cròbile i Tirístasis, i va esclavitzar els seus habitants. L'ambaixador enviat per negociar el seu alliberament, Amfíloc, va ser capturat en violació de totes les lleis internacionals, i va haver de pagar nou talents per ser alliberat.
El conflicte amb Macedònia va suposar a Diopites l'aliança del rei Artaxerxes III de Pèrsia, que li va enviar regals valuosos, segons diu Aristòtil. Però quan van arribar, Diopites ja havia mort, cap a l'any 339 aC.